# 투르 발 드 루아르 공항

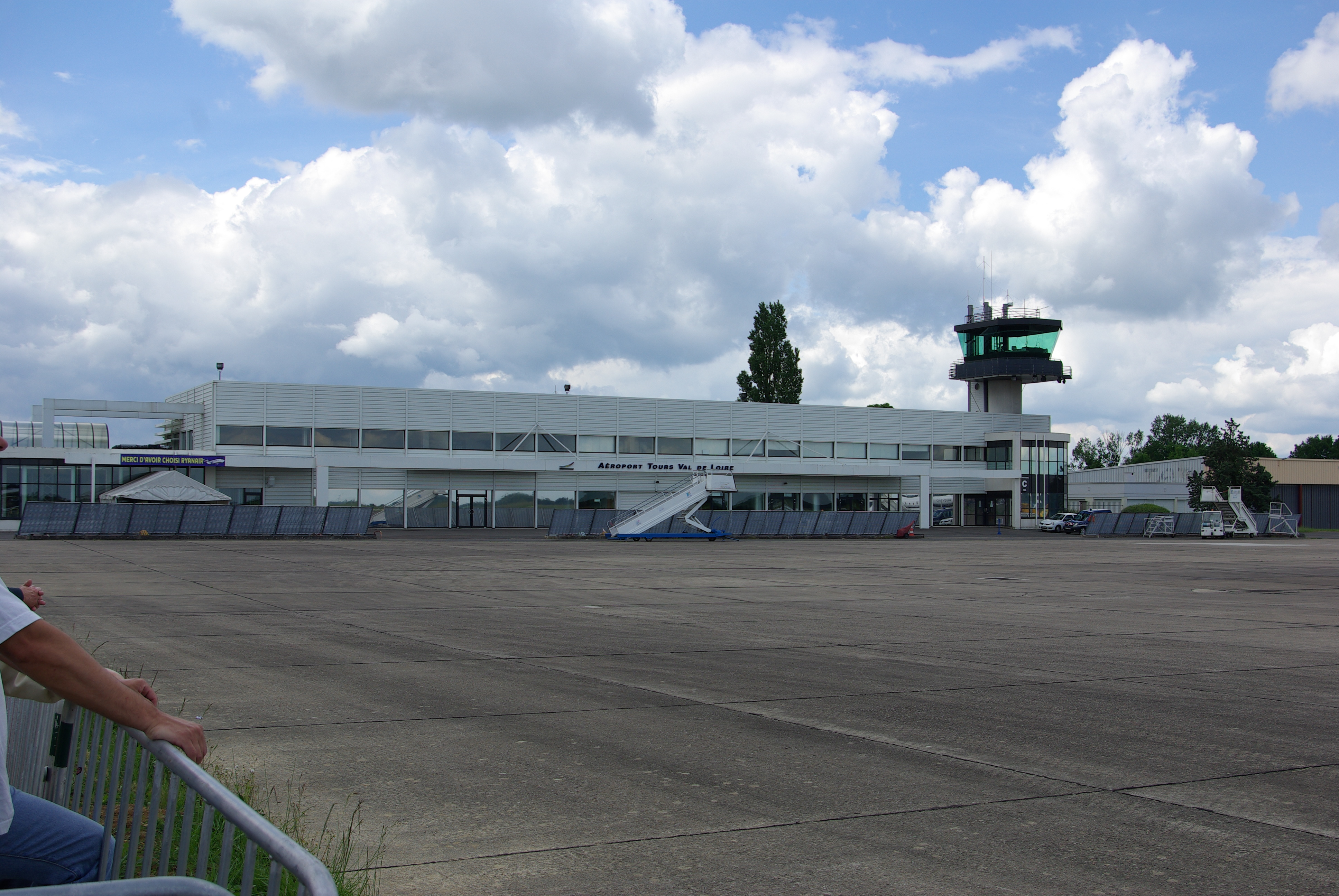

투르 발 드 루아르 공항(Tours Val de Loire Airport, 프랑스어: Aéroport Tours Val de Loire, IATA: TUF, ICAO: LFOT)은 루아르 계곡(Val de Loire)의 투르시에서 북-북동쪽으로 6킬로미터 지점에 위치한 앵드레루아르 데파르트망의 공항이다.
이 공항은 국내 및 국제선, 개인용 비행기에 개방되어 있으며 계기 비행과 시계 비행 인증을 받았다.